# 桜井戸

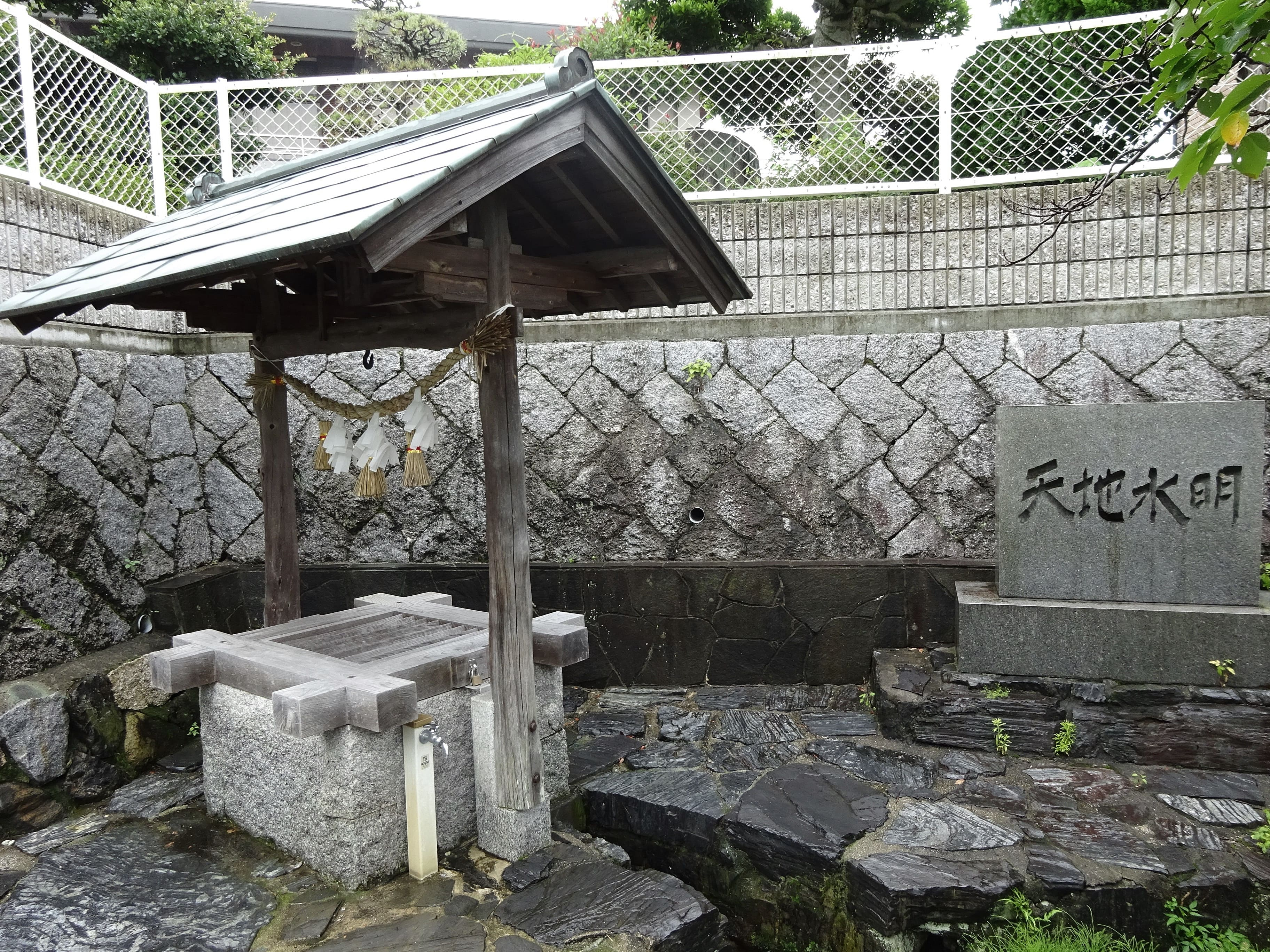
名水百選『桜井戸』湧水地

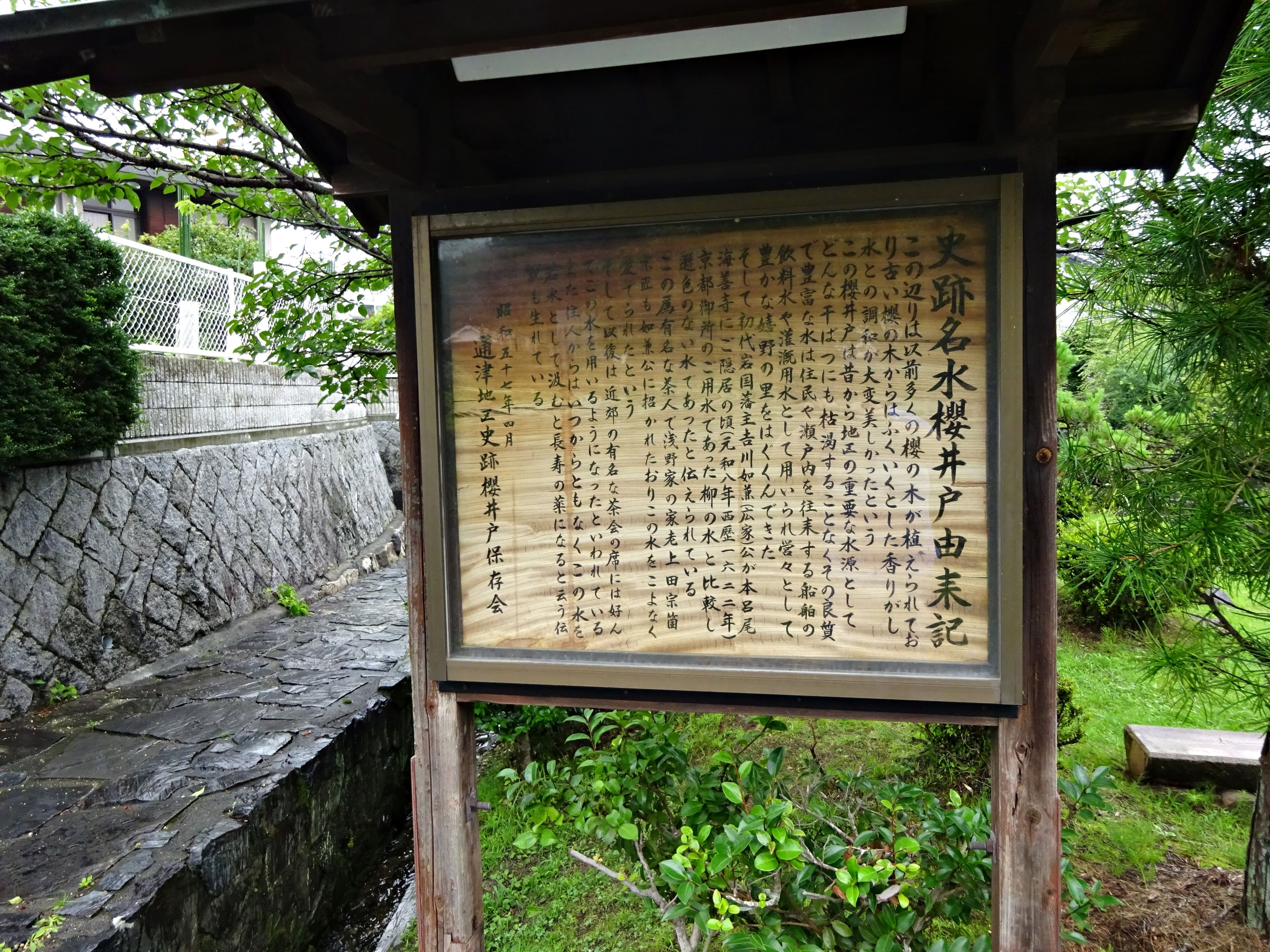
名水百選『桜井戸』由来記

桜井戸（さくらいど）は、山口県岩国市の南部、通津地区にある井戸。

## 概要
昭和60年（1985年）に環境庁（現在の環境省）の名水百選に選ばれる。同地区の飲料水や灌漑用水して利用されるのみならず、お茶会の水としても利用されている。

## 由来・歴史
過去には瀬戸内を往来する船舶の飲料水としても利用された。若水として、汲むと長寿の薬になるという伝説がある。
吉川広家公が隠居の頃、この井戸の水と京都御所の用水「柳の水」と比較し遜色ないと評した。広家公に招かれた茶人で浅野家家老の上田宗箇は、以来、この近郊での茶事にこの水を好んで用いるようになったといわれている。

## アクセス
JR山陽本線通津駅から徒歩約5分。